# منتخب ألمانيا الشرقية تحت 17 سنة لكرة القدم
منتخب ألمانيا الشرقية تحت 17 سنة لكرة القدم هو ممثل ألمانيا الشرقية الرسمي في المنافسات الدولية في كرة القدم
، يديريه اتحاد ألمانيا الشرقية لكرة القدم.